# Rize Koyun

La provincia di Rize in Turchia

Il Rize Koyun  o Rize Koyan o Koyun dog è un cane pastore turco di taglia media. La razza è originaria della provincia di Rize e quella di Ordu sulla sponda orientale del Mar Nero nel nord-est della Turchia.

## Caratteristiche
La razza assomiglia al cane Kars con corpi solidi e gambe forti, i cani sono alti circa 70 centimetri (28 pollici) e le femmine sono 1-2 centimetri (0,39-0,79 pollici) più corte; sono noti esempi bicolori ma il suo mantello di solito lungo ha il grigio scuro come colore dominante.
Il Kars è cane un po' più piccolo del Kangal o dell'Akbash con i quali condivide il ruolo di cane da guardia coraggioso e fedele; non sono amichevoli con gli estranei e altri animali.